# 娛藝

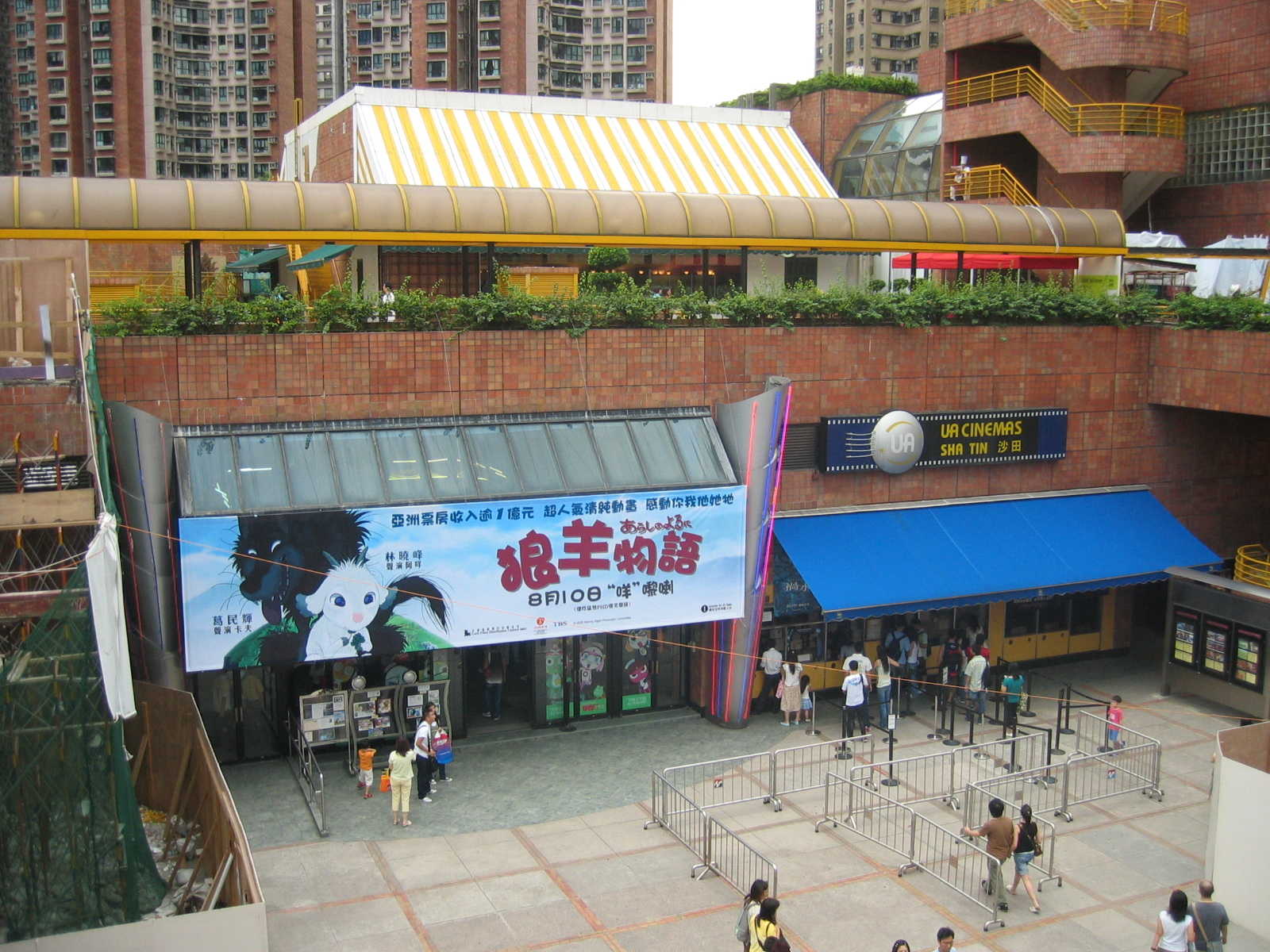
2006年的UA沙田；圖中的戲院大樓已拆卸

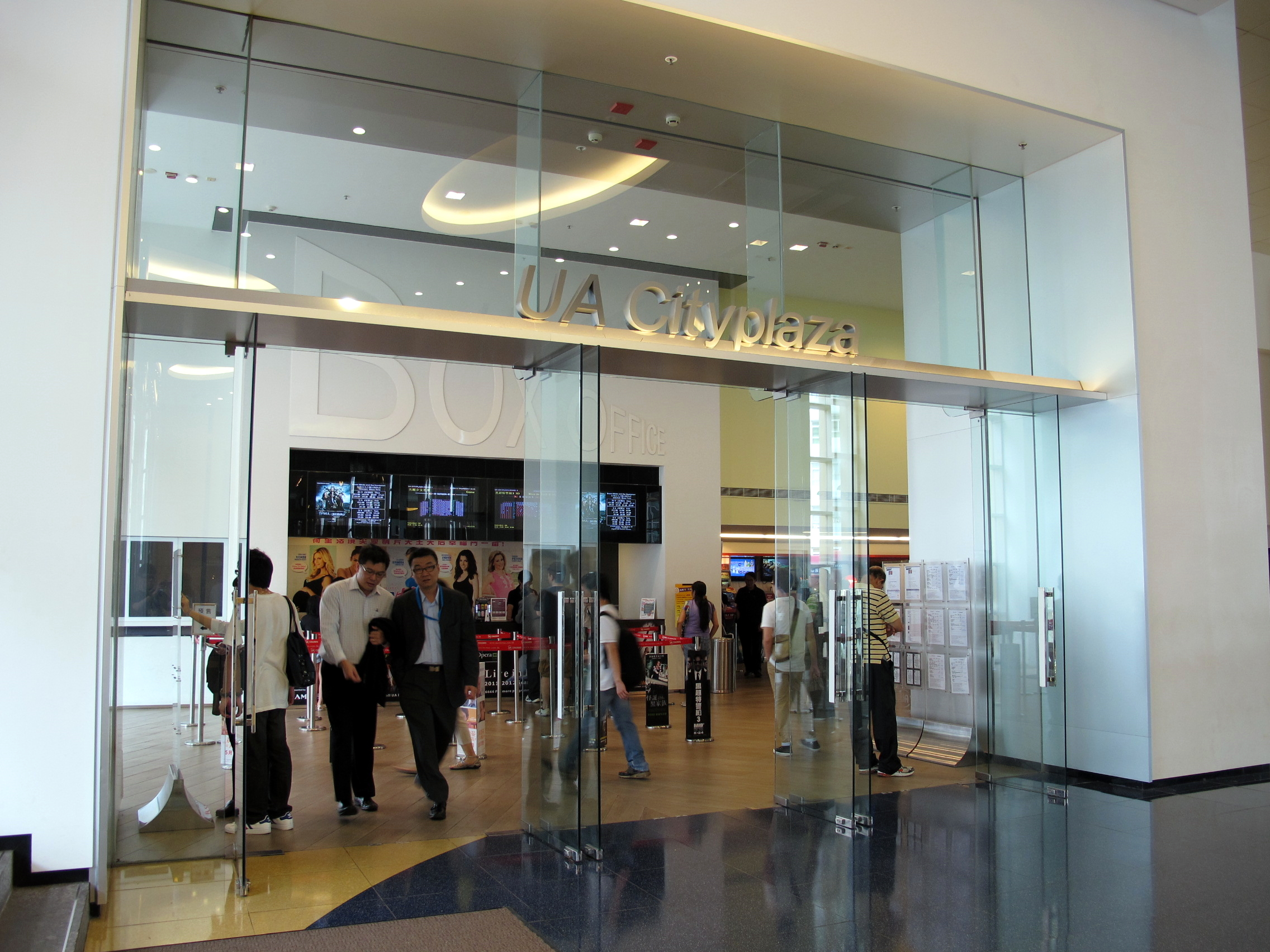
UA太古城中心（已結業）

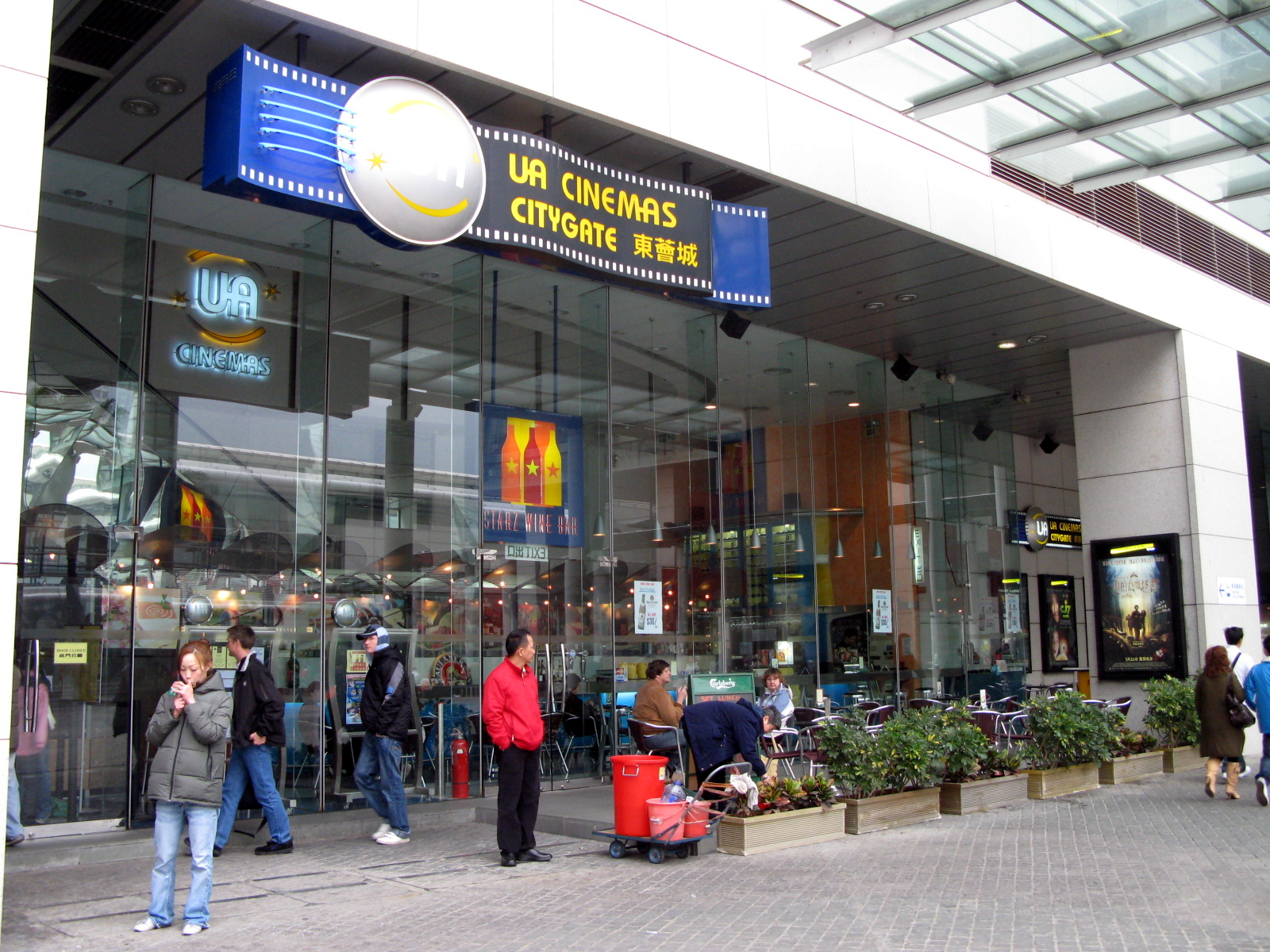
UA東薈城（第一代）（已結業）

娛藝院線（英語：UA Cinemas），曾經是香港主要戲院院線之一，在1985年成立，為香港第一個引入全自動化放映系統及迷你化戲院設計的院線。高峰期曾在全港經營12間戲院。2021年3月8日，娛藝院線突然宣佈香港旗下戲院全線結業，仅余中国内地UA院线7所影院共58個銀幕、英皇UA院线7所影院共57個銀幕正常营业。中国内地的UA独资影院随后被博纳影业收购，但由英皇电影实际运营的英皇UA电影城却于2022年11月21日宣布全线结业。
UA曾於1997年開設Cityline購票通購票服務，讓觀看電影的人士能透過電話及網上訂票，毋須在戲院售票處購買戲票；2006年初更擴展至可使用Now寬頻電視訂票。Cityline於2008年6月20日宣佈，於同月24日可購UA戲院的優惠票。
UA院線曾為立基控股有限公司成員，集團內亦設有立基電影發行有限公司，和英皇電影、洲立電影共同負責電影發行業務。

## 歷史
1985年，美籍猶太人紀愛華（Ira Dan Kaye）創立UA院線。同年2月在沙田新城市廣場第一期開設首間戲院，命名為UA6，共有6間影廳，是亞洲首間以美國模式營運的多影院組合電影院，更於1997年擴充至10間影廳。直至2006年10月因配合商場重建工程，只保留地庫4間影廳，到2008年更因工程擴大而縮減至只有2間影院。
UA在1989年起先後開設UA金鐘、UA黃埔、UA銅鑼灣時代廣場、UA紅磡黃埔號、UA香港仔香港仔中心、UA九龍城九龍城廣場、UA觀塘寶聲及UA德福。在1995年和1997年，先後開設電話購票及網上購票服務。

### 2000年代
2000年在東涌東薈城開設新界西首間UA戲廳，設有4間影院及全港首間於戲院內的酒吧。
2001年，UA開設太古城中心戲院，除了有5間標準影廳外，另設2間豪華影廳Director's Club。
2004年12月，公司耗資4,000萬於旺角開設UA朗豪坊，設有六個銀幕共1122個座位，全部採用每張價值1500元的Rocking Chair（高背活動情侶椅），椅背可以向後扳，讓觀眾坐得更舒適。
2005年，UA戲院成立20週年紀念，在UA太古城中心曾作回顧展覽。
2006年，UA接手經營原屬百老匯院線的銅鑼灣皇室戲院，2008年2月28日起進行內部裝修，其間全院暫停營業，並已於2010年4月29日重開。同年簽約租用九龍灣MegaBox經營戲院業務，並於UA德福及UA太古城中心加設Sony CineAlta 4K數碼放映設備，曾放映數碼電影包括「得閒飲茶」、「人魚朵朵」等。不過UA德福因UA MegaBox開幕而結業，原址重建成MCL德福戲院。
2007年6月11日，UA MegaBox開幕，為全港首間設有IMAX電影放映系統的商業戲院。（當時位於機場的4D超立體巨幕影館並非使用IMAX電影放映系統。）
2007年初，UA宣佈在屯門市廣場開設新界區第二間UA戲院，並於2007年12月12日開幕，12月13日正式營業，UA屯門市廣場成為集團首間開設在新界西北之戲院，而戲院大堂以及4個映廳均第一次引入主題設計。
2008年9月9日，UA宣佈將於尖沙咀國際廣場（iSQUARE）開設全新戲院（為九龍西第二間UA），並會開設全香港第二間IMAX戲院，已於2009年12月開幕。該戲院佔地約46,000平方呎，包括3間普通影廳、1間貴賓影廳及1間IMAX數碼立體影廳，共提供逾900個座位。iSQUARE IMAX的銀幕高40呎、闊70呎，並可透過衛星直播足球比賽等，並同時引進數碼投影系統，令影像更清晰及明亮。曾憑IMAX 3D版《阿凡達》奪得「全球最高票房影院」殊榮，並在2015年成為IMAX全球平均單銀幕票房最高的院線。
2009年4月，UA宣佈全線戲院已增設數碼3D播放系統（UA東薈城除外）；同年9月，UA透過facebook向影迷進行宣傳。UA黃埔號於2009年10月8日結業，2009年10月7日最後一日放映電影予市民觀賞，現為嘉禾黃埔。

### 2010年代
2010年4月29日，皇室戲院重開，新址位於皇室堡4樓407舖。同年11月末，UA於深圳KK Mall開設戲院，為集團首間於內地開設的戲院。該戲院包括6間普通影廳、1間貴賓影廳及1間IMAX數碼立體影廳，戲院內更設一間餐廳，整個戲院以「未來的伊甸園」為主題。
2011年8月，UA宣佈UA東薈城增設數碼3D播放系統，全線進入數碼化。同年12月15日，UA銀河影院開幕，為集團首間於澳門開設的戲院。
2012年1月，UA宣佈開業18年的UA時代廣場於1月31日結業，原址將改為法國名牌Louis Vuitton在港的第八間分店，戲院將搬遷至商場12樓及13樓，由原本3間變成5間迷你戲廳，於2013年開業。為了紀念開業18年，最後一日各場的電影戲票均售18元，不少戲迷為了與影院共度最後一刻，買票捧場，影院也全線滿座。影院當日放映4部賀歲電影，包括《八星抱喜》、《逆戰》、《2012我愛HK喜上加囍》、及動畫《紅花坂上的海》。最後播放的兩場電影為晚上9時40分的《逆戰》與9時50分的《八星抱喜》，電影完場後，戲院亦拉閘停業。有市民則在晚上七至八時在時代廣場外舉行燭光集會，「悼念」時代UA的停業。
2012年2月，UA取代4D超立體巨幕影館於機場經營戲院，經裝修後於同年7月5日開幕，為全球首間於機場開設的IMAX影院，設有全港最大的IMAX巨型銀幕（高13.89米、闊22.42米），播放普通電影時可容納350位觀眾，播放3D電影時可容納320位觀眾。
2013年9月，停工多年的UA沙田戲院重建工程恢復，原計劃重建後加設IMAX影院，但因補地價問題需將未竣工的新大樓拆卸，還原成設7間影院的大樓，預計於兩年後落成。同年11月，UA開設全新旗艦戲院品牌，影院採用Sony 4K投影系統，部分影院裝設杜比全景聲音效系統，提升觀影視聽效果。首間為位於時代廣場的CINE TIMES，於11月21日開幕。
2014年1月28日，第二間以新品牌運作的戲院Cine Grand Century開幕，位於旺角新世紀廣場，以海底世界為設計概念，設有全港第四間IMAX影院。同年7月1日，UA朗豪坊約滿結業，原址於7月23日起改為天馬娛樂旗下戲院Cinema City。12月1日，Cine Grand Century因應商場改名而易名為Cine Moko。
2015年6月6日，英皇電影和UA合組「英皇UA電影城」於珠海開幕。同年8月24日，原旗下皇室戲院（銅鑼灣，3間影廳共234個座位）因租約期滿結業。
2016年9月19日，因應東薈城商場重建計劃，UA東薈城正式結業，結束其16年的營運生涯。
2017年2月22日，UA太古城中心正式結業，戲院由百老匯院線旗下MOVIE MOVIE經營。而位於屯門市廣場一期3樓的UA屯門市廣場戲院則轉由嘉禾旗下新品牌stagE營運。
2018年1月，UA青衣城開幕，位於青衣城2期3樓。當時UA宣佈準備於福榮街黃金大廈開設UA深水埗，以及於大埔超級城開設UA大埔，並預計分別將在同年上半年及年底開幕，惟此後一直再沒有任何消息，兩間新戲院的計劃已胎死腹中。
2018年5月起，UA院線和香港盲人輔導會合作，在青衣城及時代廣場戲院推行口述影像服務，透過提供口述影像聲軌接收器及感應助聽接收器，為視障及聽障人士能夠更方便及有更多機會觀賞電影，當中包括《逆流大叔》及《翠絲》。2021年香港只有6間戲院為視障人士提供口述影像觀影輔助設施，當中UA佔4間。
2018年6月6日，UA沙田戲院正式結業。MCL院線以MOVIE TOWN品牌進駐。同年8月30日，UA淘大正式開幕，共有三個影院，設有612個座位。戲院旁設有十字冰室和多用途活動室。
2019年2月20日，公佈在尖沙咀K11 MUSEA設共有12間影廳的戲院，提供1708個座位。影廳更附設表演劇場，可舉行不同的文藝或表演活動，公司更稱有關戲院為「極具破格及創新性的項目」。戲院在同年8月26日開業。是UA全港最大戲院，同時亦是首個使用IMAX Laser 影廳，使用4K解像度的雷射投影機取代過往的投影系統。同8月25日，UA iSQUARE結業，戲院由英皇院線經營。9月29日，機場UA因受到擴建二號客運大樓工程而結業。
2021年1月26日，UA出售K11 Musea的戲院K11 Art House，洲立影藝母公司豐德麗集團以5,600萬港元收購，並於2021年3月7日開始接手營運。

### 遭地產商入稟追租
2020年8月，恒隆旗下的淘大商場入稟法庭向娛藝公司追收137萬元租金。同月，九倉旗下的時代廣場亦入稟追收191萬元。

### 香港影院全線結業

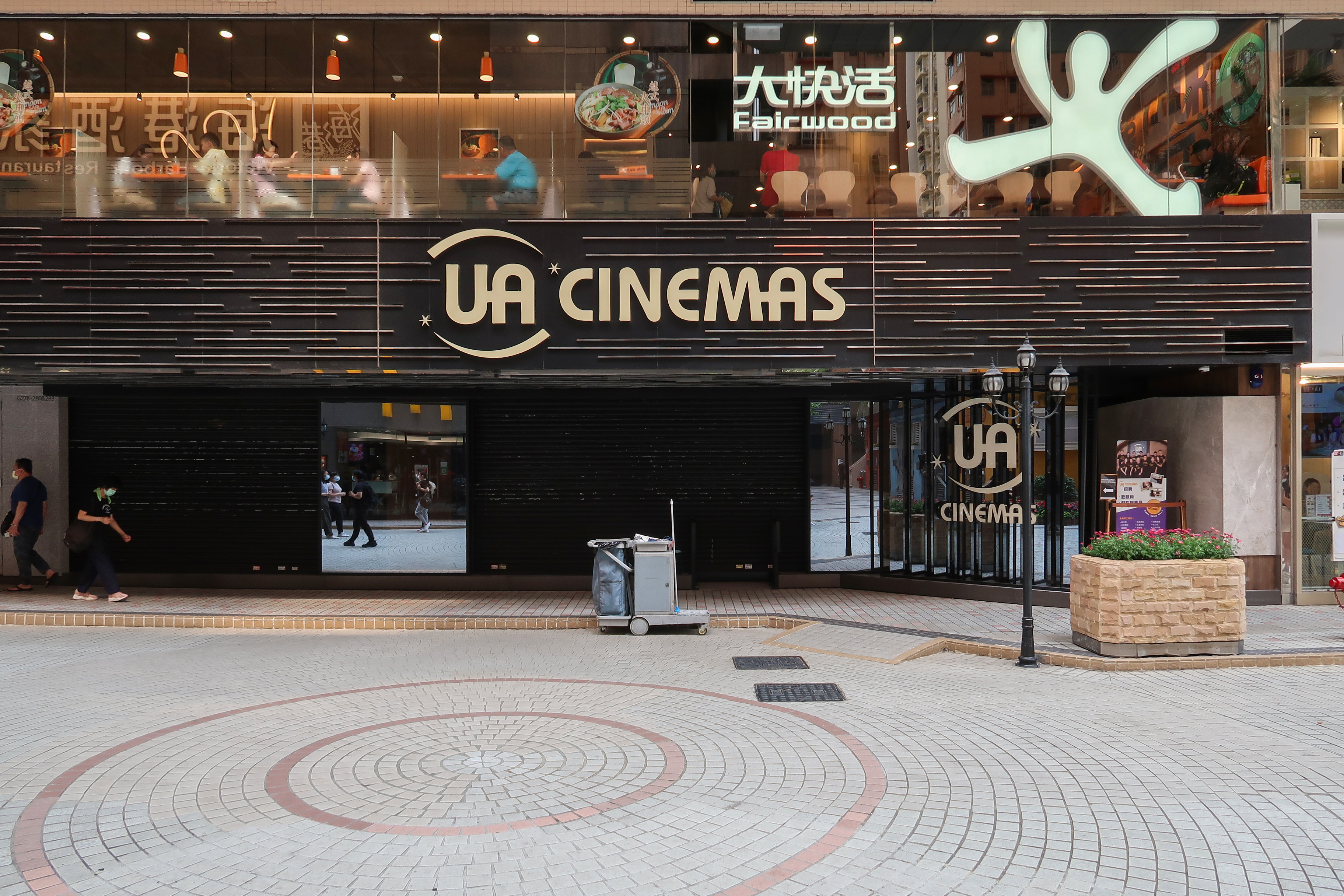
已經結業的UA淘大

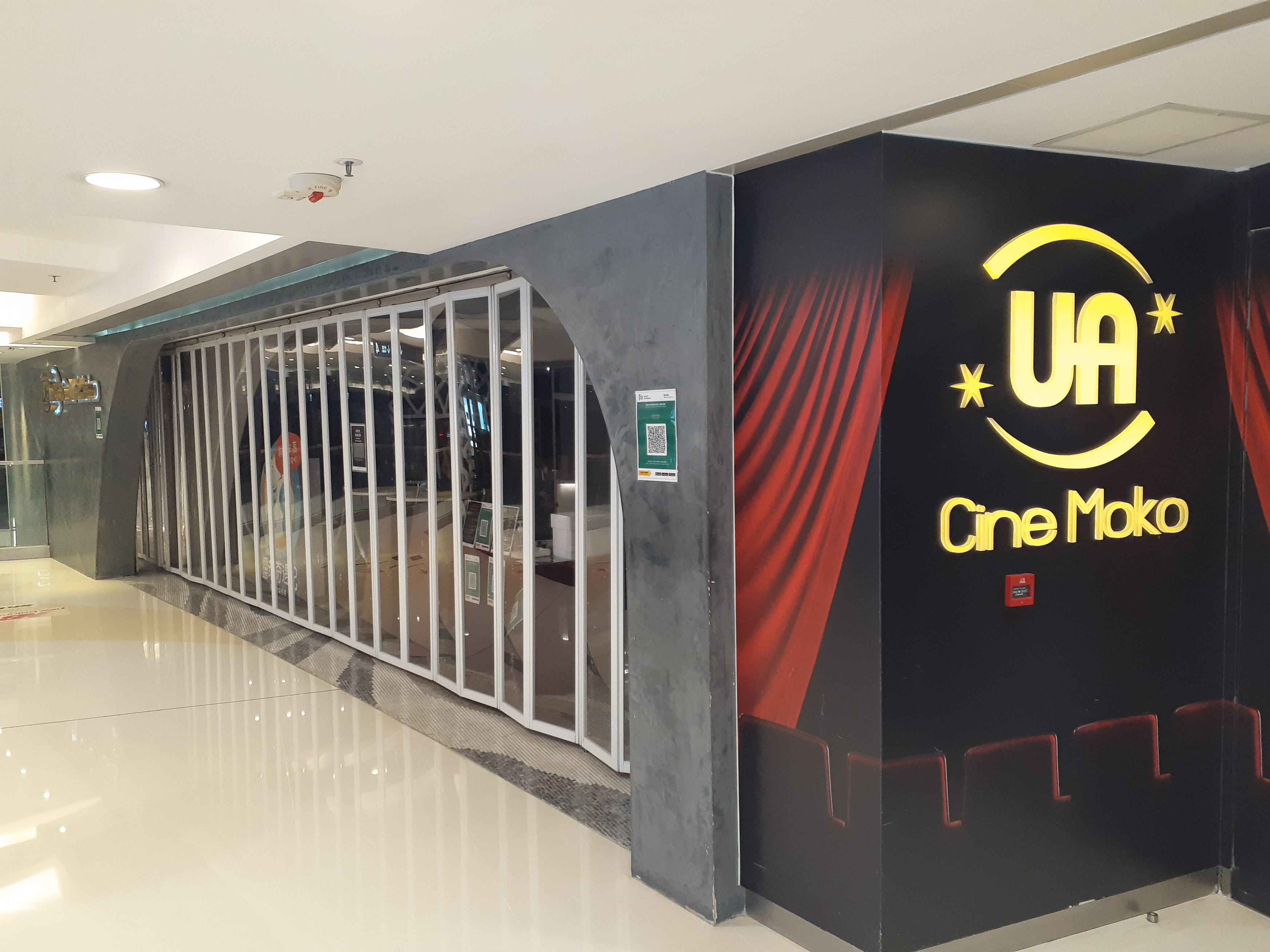
新世紀廣場Cine MOKO已經結業（2021年3月10日）

2021年3月8日，網民發現UA戲院網頁和母公司立基集團在凌晨停止運作，熱線無人接聽，其UA Cinemas手機應用程式在3月7日晚上也無法使用。員工接獲通知星期一毋須上班，其後院方貼出通告，指全線戲院結束營運。其後，戲院在官方網站發表聲明，啟動清盤程序，結束36年業務，指停業的原因是疫情和長期經營壓力，並向顧客道歉。不少市民對戲院結業感到可惜和驚訝。有市民表示自己有約十多張禮券未使用，對此感到無奈。而已經接手經營UA旗下位於K11 MUSEA戲院的MCL Cinemas表示，即日起不再接受UA K11 Art House現金禮券。消委會至今就戲院結業收到13宗相關查詢和1宗投訴。
資料顯示，娛藝院線有限公司在兩期保就業計劃領取補貼逾800萬元，承諾受薪僱員281人。有員工認為政府援助不足下，很難再經營下去。而電影工作者總會會長田啟文形容事件是業界「第一滴血」，政府有一定的責任。香港戲院商會對有會員結業感非常惋惜，稱政府在疫情下要求戲院停業達163天，加上禁止飲食和入座率等限制，讓戲院收入大跌九成。停業期間亦要交租、管理費、電費、人工等。商會要求政府支援戲院及電影業。
而3月8日，UA澳門銀河戲院的官方Facebook回復粉絲詢問時，稱「未有相關資料，不過會正常營業」，而稍後銀河娛樂集團也回復媒體稱UA澳門銀河戲院將繼續營業，且UA澳門銀河戲院的官網訂票業務及電影排期也一切正常。3月9日，中國內地的多間UA電影城（UA在內地的獨資影城）及英皇UA電影城（UA與英皇電影合作的影城）相繼在微信公眾號發佈聲明，稱受到此次UA戲院結業事件影響的僅限香港地區的UA戲院，而中國內地的各UA電影城及英皇UA電影城均正常營業，不受影響。同時，也有廣州當地媒體實地採訪後表示當地的三家UA電影城仍在繼續營業。

## 中国内地結業前旗下影院
澳門及中國內地的UA影院以及由英皇电影实际运营的英皇UA电影城不受2021年3月8日香港全線UA影院結業事件影響，并继续对外营业。但2021年4月起，UA仅作为冠名的澳门UA银河影院更名为“银河影院”继续营业；2021年12月起，中国内地的UA独资影院被博纳影业收购，并更名为“博纳UA电影城”或“博纳UA影城”继续营业。
2022年11月21日，英皇文化产业发布公告表示，集团持股七成的英皇UA将不再对内地附属公司英皇娱艺影院（广东）有限公司额外注资，并终止英皇UA电影城营运，该7间影院分别位于上海、深圳、成都、佛山及珠海。公告中表示，由于英皇UA“面临自开业以来最艰难的时候与挑战”，且英皇文化产业超过半数的负债来自英皇UA，因而做出终止英皇UA电影城营运的决定。其后，部分影院转由同属英皇文化产业旗下的英皇院线以独资形式接手。

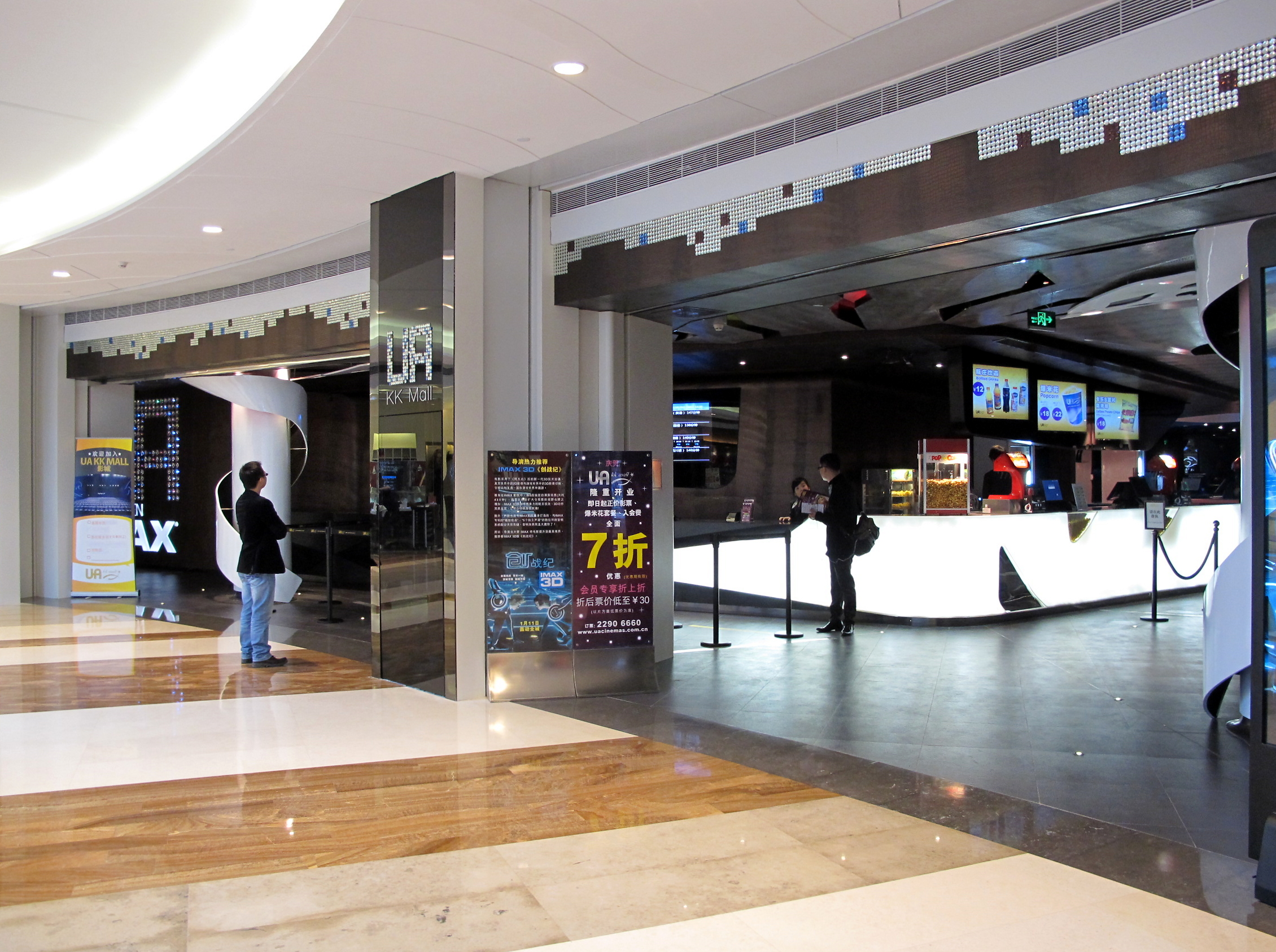
UA KK Mall

### 原UA独资影城（均更名为博纳UA影城）
- 上海 UA 梅龙镇广场（现：博纳UA梅龙镇广场电影城）
  - 1999年开幕，旧称环艺电影城，设有9间影厅。2000年至2002年为中国内地影院票房冠军[26]，其中2001年取得2407万元票房[27]，亦打破当时中国单影院票房历史记录。
- 深圳 UA KK Mall（现：博纳UA影城（KK Mall店））
  - 2010年開幕，设有8個影廳，包括1間IMAX影廳，為中國内地首間以“UA”爲名的分店，亦是深圳首家设有IMAX影厅的戏院[28]，2011年-2019年曾為深圳影院票房十强。
- 廣州 UA  花城汇（现：博纳UA IMAX花城汇电影城）
  - 2012年開幕，拥有13個影廳，包括1間IMAX影廳。為廣州票房十大戲院，2014年－2015年曾為廣州票房第三高戲院。
- 廣州 UA 東方寶泰（现：博纳UA东方宝泰电影城）
  - 2017年12月開幕，设有6個影廳。

### 英皇UA（所有影院于2022年11月22日结业）
- 佛山 英皇UA电影城（怡丰城店）
  - 2014年6月12日开幕，是英皇UA品牌的首店，有12个影厅，合共近1700个座位，该影城由环影天地影城接手。[29]
- 珠海 英皇UA电影城（富华里店）
  - 2015年6月6日开幕，设有5个影厅，2023年由环影天地影城接手。
- 上海 英皇UA电影城（虹桥天地店）
  - 2015年9月23日开幕，戏院开设9間影厅，提供约1100个座位，当中包括1間IMAX影廳，该影城由UME影城接手。
- 佛山 英皇UA电影城（岭南站店）
  - 2016年5月1日开幕，设有7間影厅，包括1间VIP影厅，2023年由英皇院线接手。
- 上海 英皇UA电影城（瑞虹天地店）
  - 2017年4月2日开幕，设有7間影厅，包括1间VIP影厅，停业后原空间由商场收回。
- 深圳 英皇UA电影城（深业上城店）
  - 2018年1月18日开幕，戏院拥有9間影廳，当中包括1間IMAX影廳及1间VIP影厅，2023年由英皇院线接手。
- 成都 英皇UA电影城（悠方店）
  - 2018年5月26日开幕，设有8間影厅，包括1间VIP影厅，2023年由英皇院线接手。

## 香港結業前旗下影院

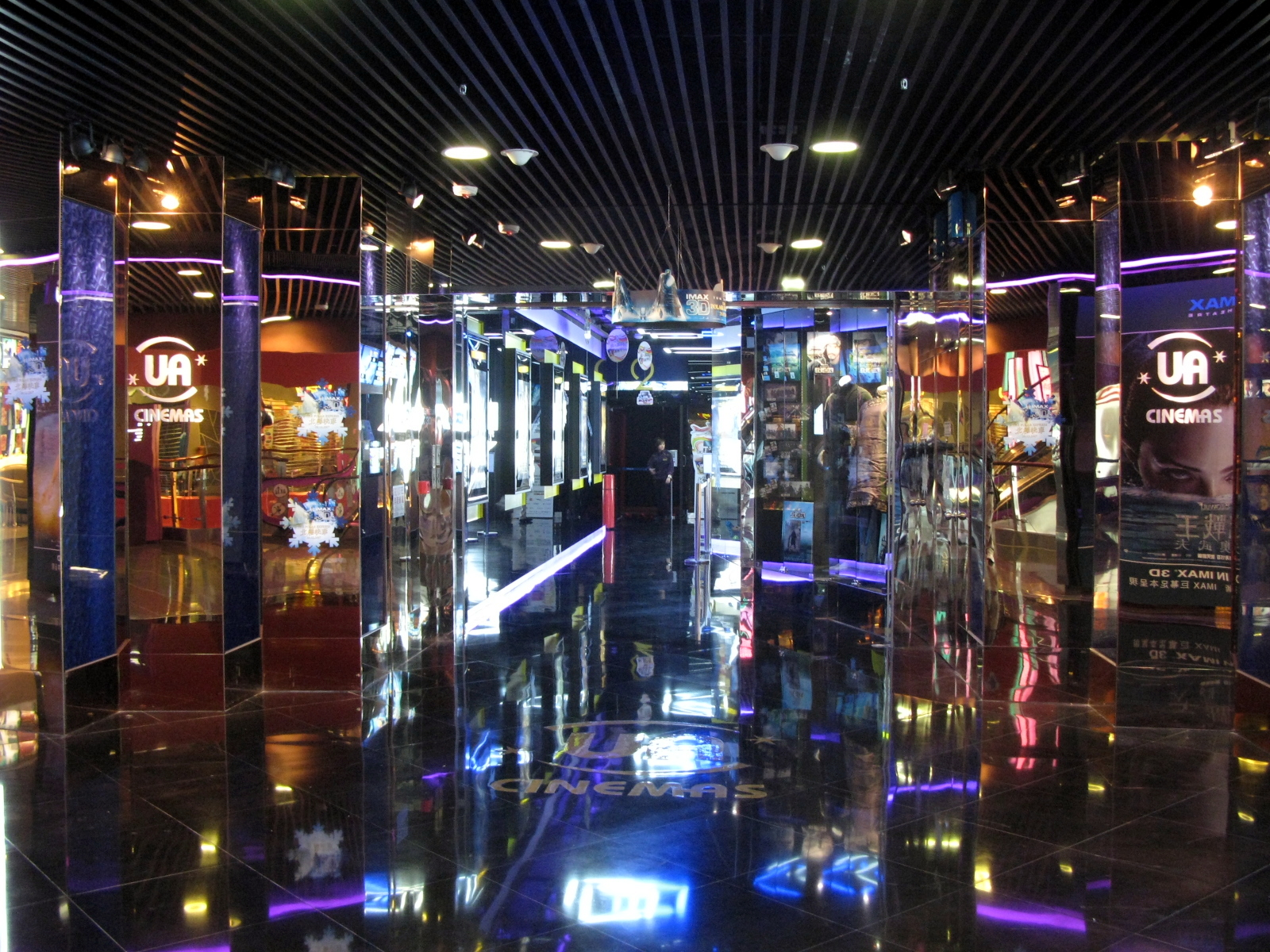
UA MegaBox（2007年）

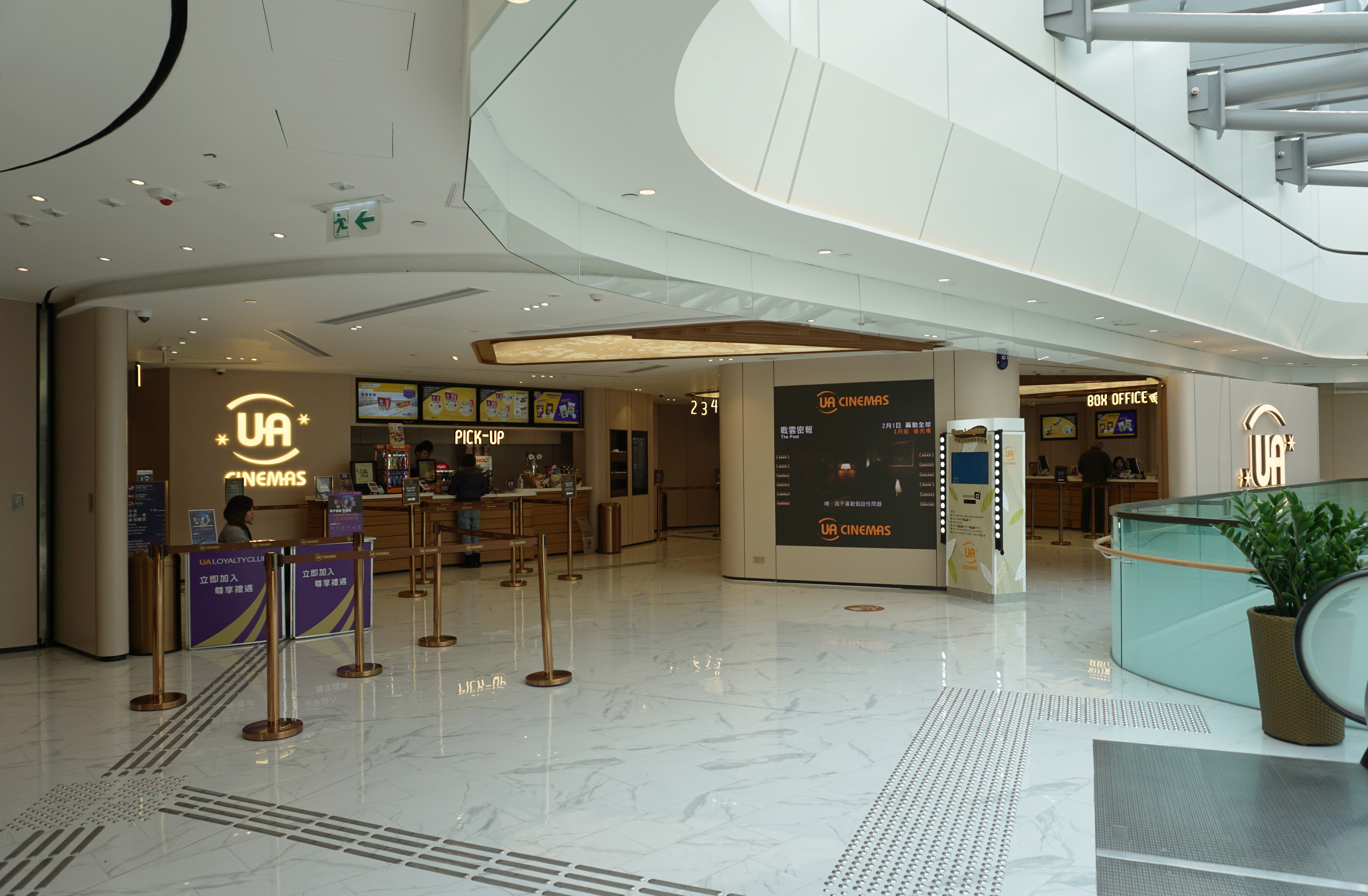
UA青衣城2期

### 結業前仍營業的影院
- UA MegaBox
  - 位於九龍灣MegaBox，在2007年6月11日開業，設7間影院共818個座位，包括1間IMAX 12聲道影院，1間D-BOX動感影院，2間Dolby Atmos杜比全景聲影院，1間鐳射投影影院及1間Oscars Club主題影院。為全港第一間引入IMAX商業放映的戲院
  - 結業後戲院由嘉禾接手。2025年再由影藝戲院接手。
- UA Cine Times
  - 位於銅鑼灣時代廣場，於2013年11月20日開業，設5間影院共898個座位
  - 前身為UA時代廣場，詳見旗艦影院一欄[30]。
  - 結業後戲院由英皇接手。
- UA Cine Moko
  - 位於旺角太子道西193號新世紀廣場，原址為嘉禾旺角，5間影院共772個座位，包括1間IMAX影院
  - 於2014年12月1日改為現稱，原名為UA Cine Grand Century，詳見旗艦影院一欄。
  - 結業後戲院由百老匯接手，以B+ Cinema品牌營運。
- UA青衣城 
  - 原址設計供為嘉禾青衣使用，位於青衣城2期3樓，設6間影院合共提供663個座位，配備D-BOX動感座椅、杜比全景聲及鐳射投映設備。
  - 為配合戲院所在的商場－青衣城擴建工程，原計劃為預計在場內經營達20年的的嘉禾青衣戲院將會遷入青衣城擴展部份。唯及後與娛藝協議後，決定將以其在屯門的戲院與青衣戲院作為交換。因此即便青衣城新戲院轉由娛藝營運後，影院內仍有不少嘉禾的影子，例如其進場通道設計和風格與其近期完成粉飾工程的的嘉禾荃新天地如出一徹，影廳內又設有過往在嘉禾院線獨有的D-BOX動感座椅以及嘉禾新戲院均設有的杜比全景聲配置等。
  - 結業後戲院由影藝戲院接手。
- UA淘大
  - 前身為影藝戲院，2018年3月由UA院線接手。經過約半年時間翻新後於8月30日正式開幕，共有三個影院，設有612個座位。戲院旁設有十字冰室和多用途活動室。
  - 結業後戲院由MCL接手。
- UA東薈城
  - 位於東涌東薈城商場擴建部分6樓，設有4個影廳，共681個座位，於2019年9月26日重新開業。
  - 前身為UA東薈城 （第一代）。
  - 結業後戲院由MCL接手。

#### 旗艦影院

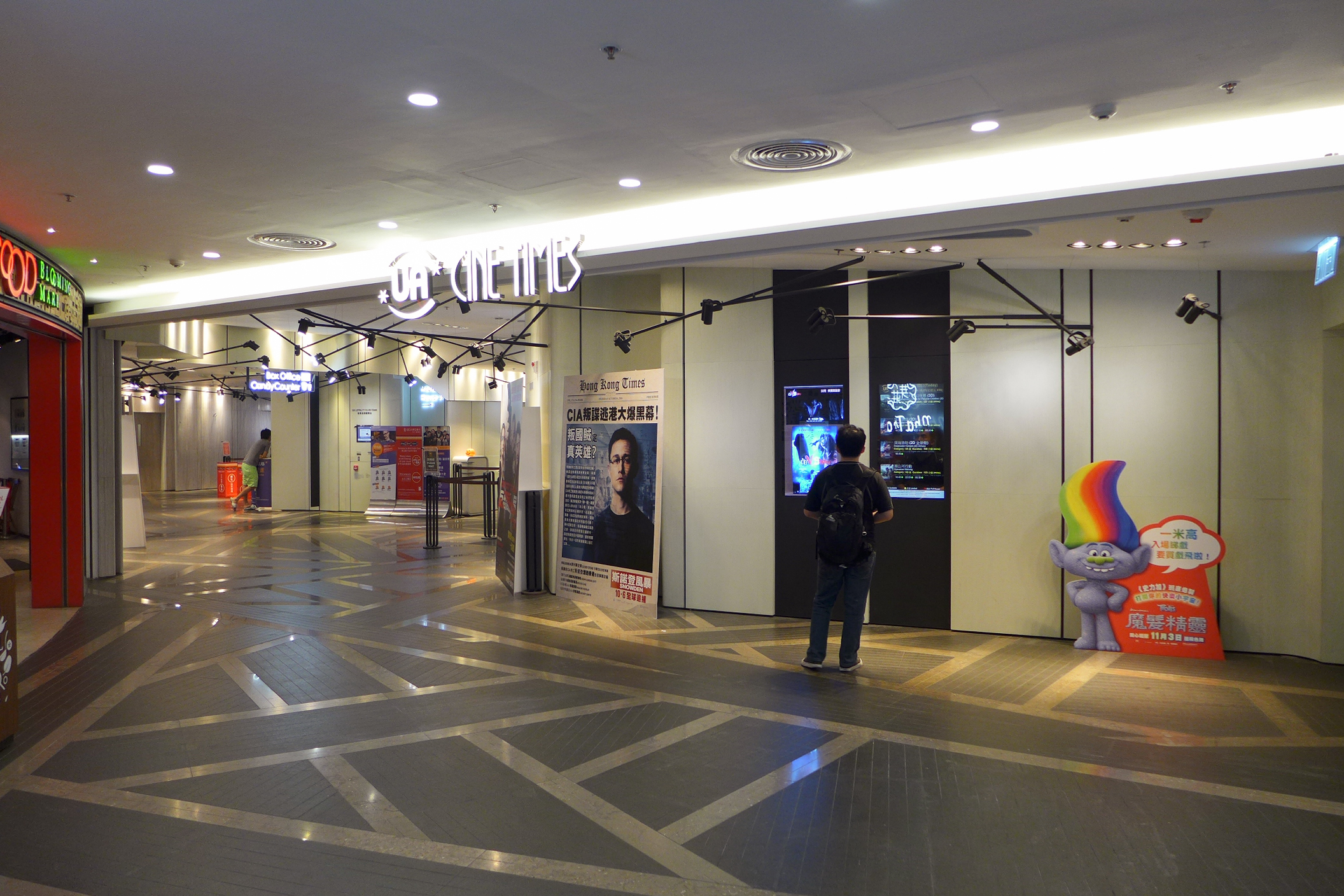
銅鑼灣時代廣場的UA Cine Times影院

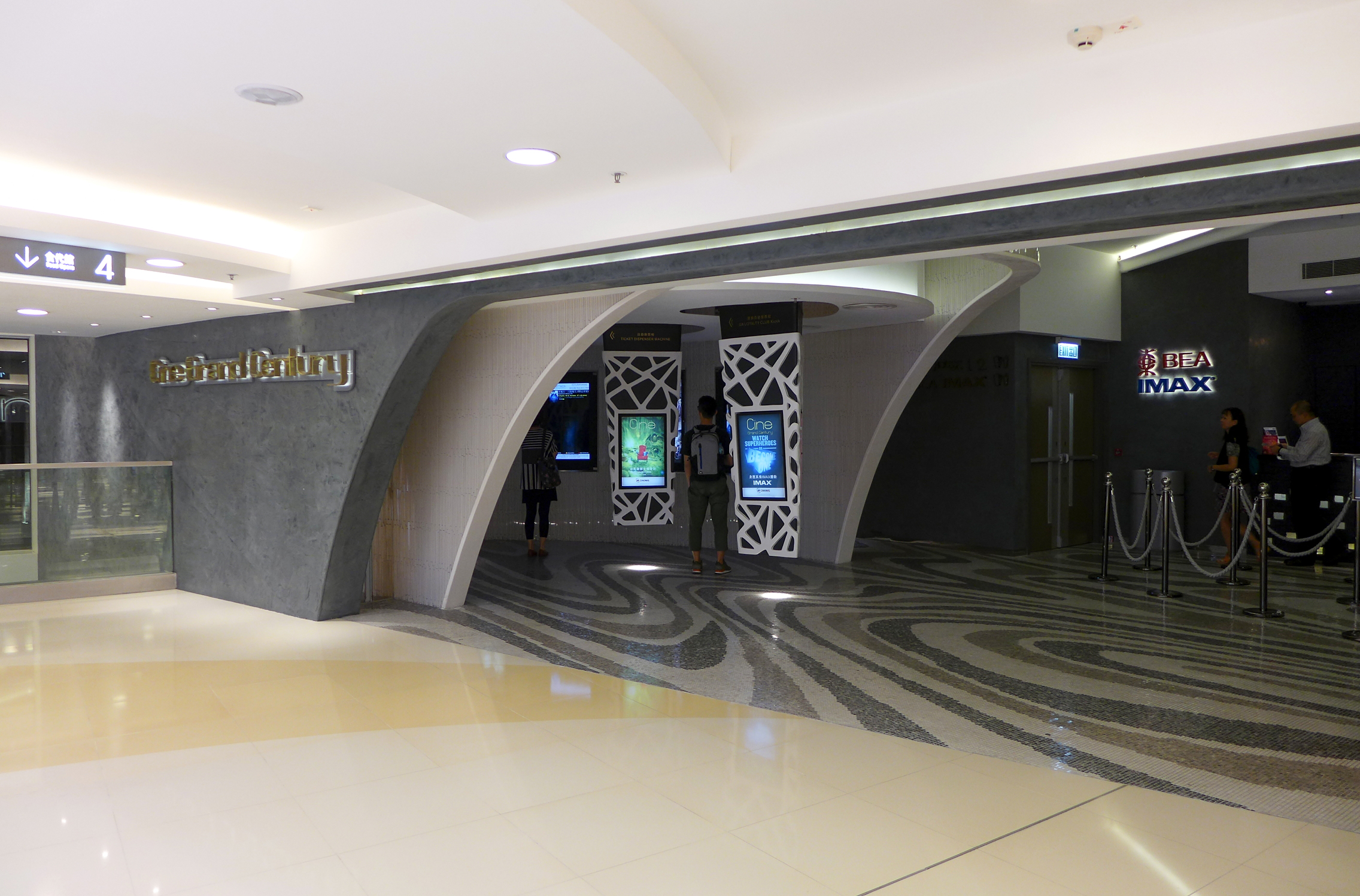
戲院原名為UA Cine Grand Century，於2014年12月1日起因應商場易名而改為UA Cine Moko

- UA Cine Times

位於銅鑼灣時代廣場12至14樓，以全新旗艦戲院品牌運作，於2013年11月21日正式開幕。戲院內設5間影廳，合共提供898個座位，全部影廳均採用Sony 4K投影系統，其中3院及5院更裝設杜比全景聲音效系統，是繼The Grand Cinema及嘉禾海運戲院之後，香港第3間「全景聲」戲院。
5個影廳分布於12至14樓，1號及2號影廳規模較細小，與票房一同位處於13樓；3號及4號中型影廳設於12樓，而5號影廳規模最大，座位多達298個，設於商場15樓。
- UA Cine Moko

位於新世紀廣場4樓，於2014年1月28日開幕，佔地3層，約55,000平方呎，戲院內設有5間影院，包括1間杜比全景聲影院及1間IMAX影院，提供近800個座位。其中4號院配備杜比全景聲系統，設45個獨立揚聲器包括38個環繞音箱，其他3間影院均配置杜比7.1環繞聲及Sony 4K投影系統。裝修耗資四千萬，以海底世界為設計概念，以灰銀為主色，配以虛實的光、影，及交錯的燈光，營造一個彷如海底般的世界。戲院原名為UA Cine Grand Century，於2014年12月1日因應商場易名而改為現稱。

### 結業前仍在裝修或擱置的影院
- UA大埔超級城
  - 位於大埔超級城，佔地1.5萬方呎，4間影院共360個座位，最初預計2018年底或2019年初開幕，但裝修工程較預期慢。原本預計2021年3月裝修，2021年底開幕[31]。最終在UA全線結業前並沒有正式投入服務。
  - 結業後原址由嘉禾接手，並於2021年10月31日開幕[32]。
- UA深水埗
  - 位於福榮街黃金大廈（原址曾為新樂戲院），3間影院共超過300個座位，原預計2018年上半年開幕，[33]惟因工程問題最終未落成啟業，原址現時仍未有具體的新發展方案。

## 已結業影院

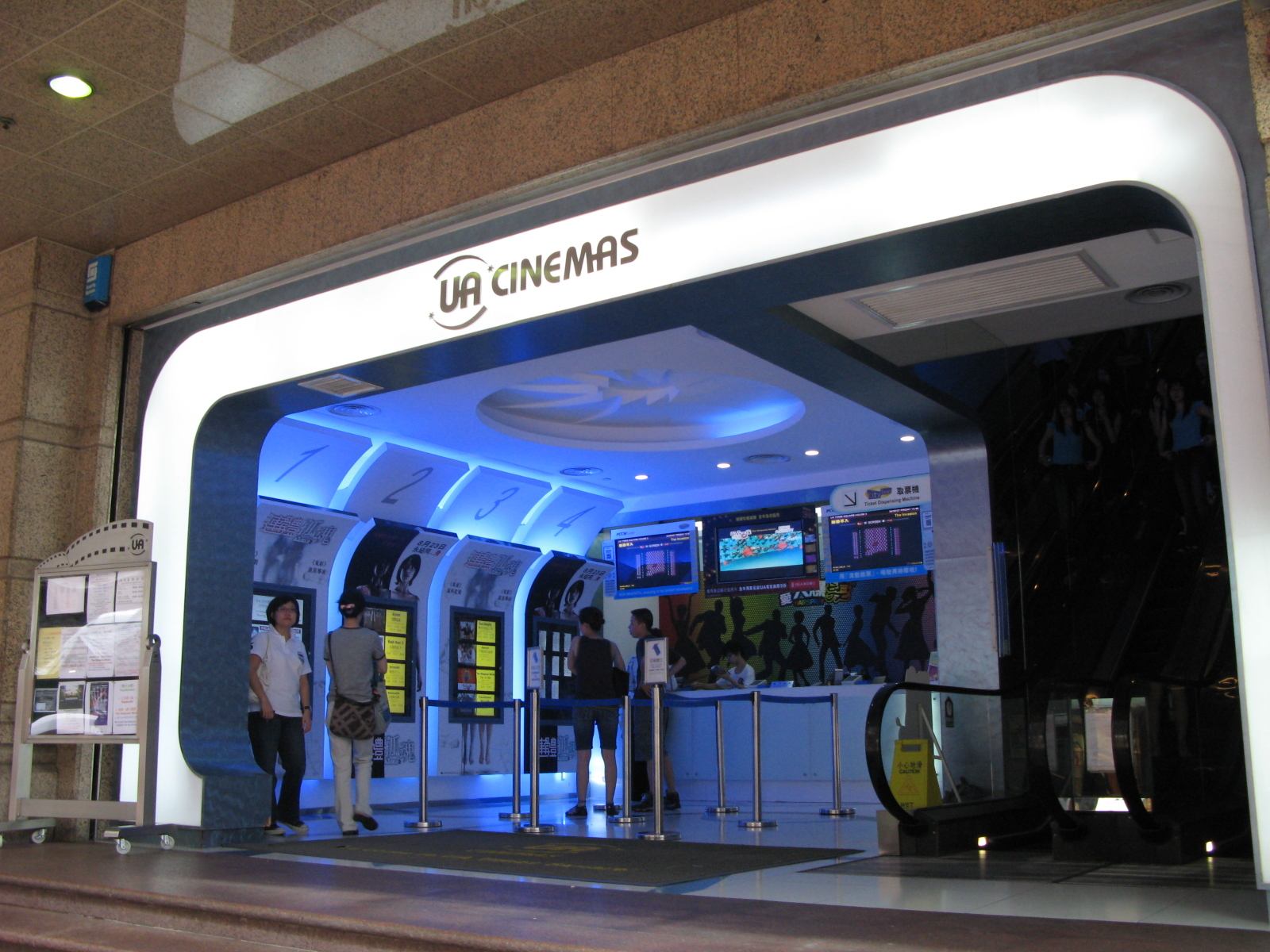
UA時代廣場（已結業）

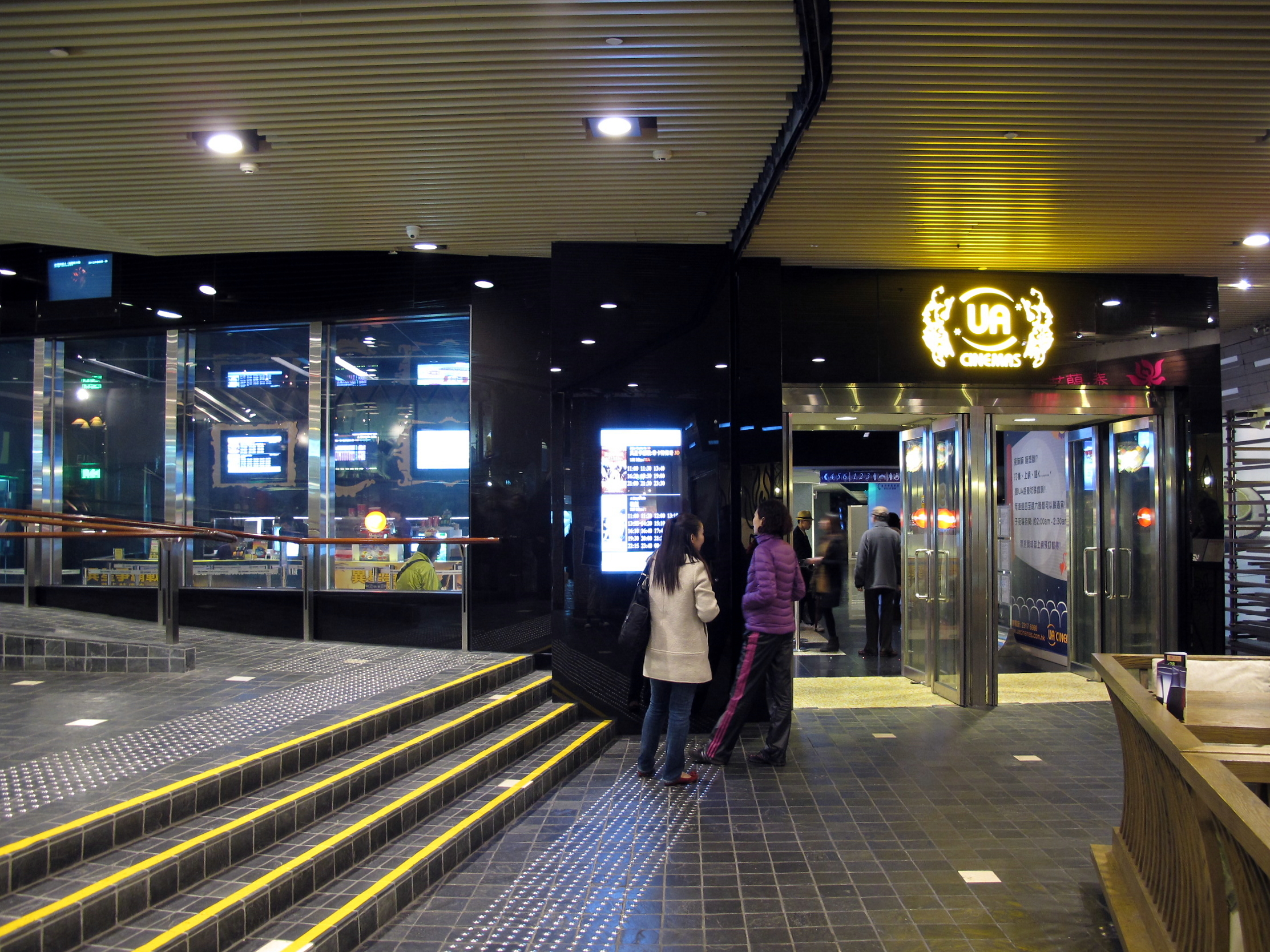
UA朗豪坊（已結業）

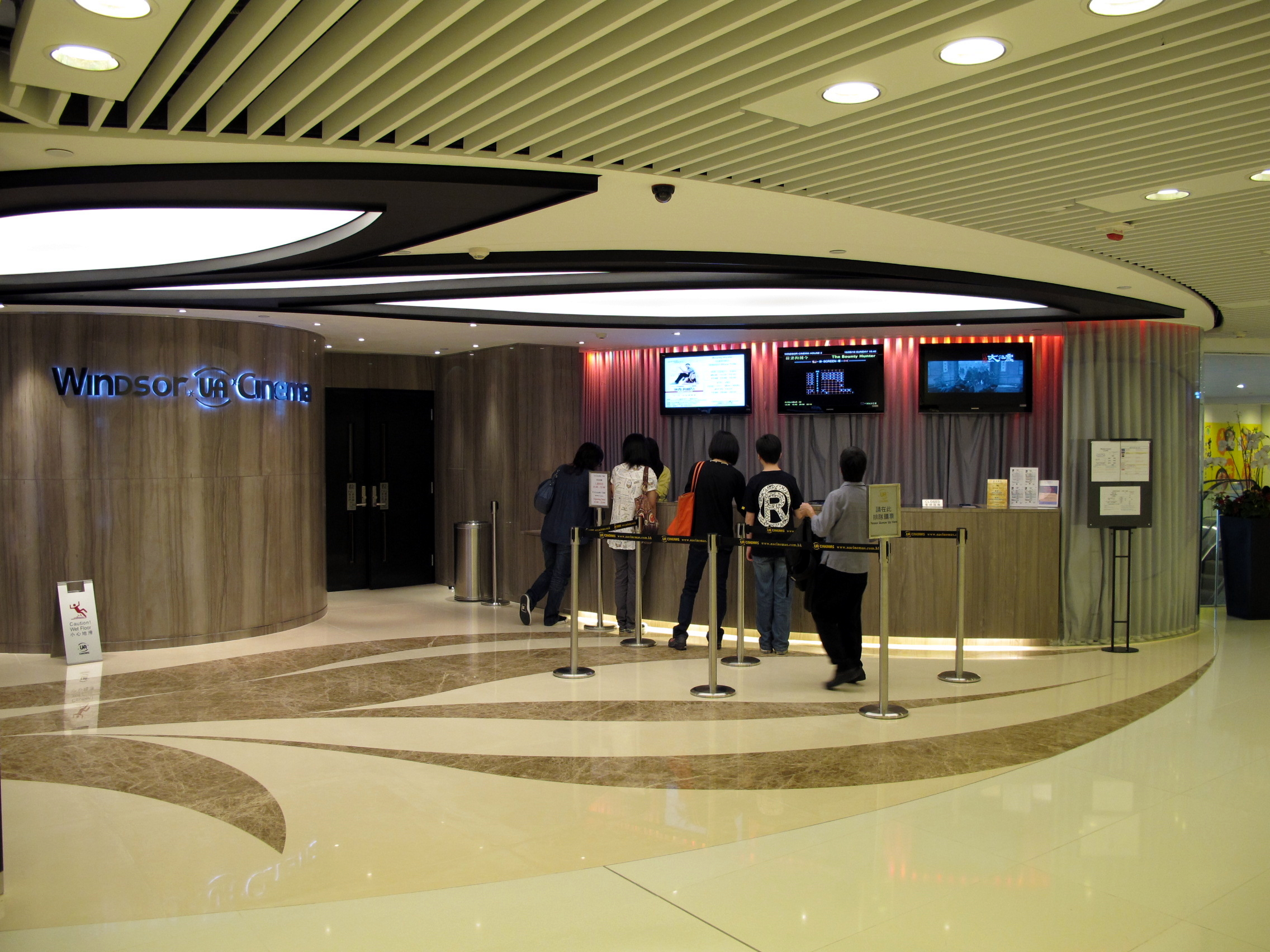
皇室戲院（已結業）

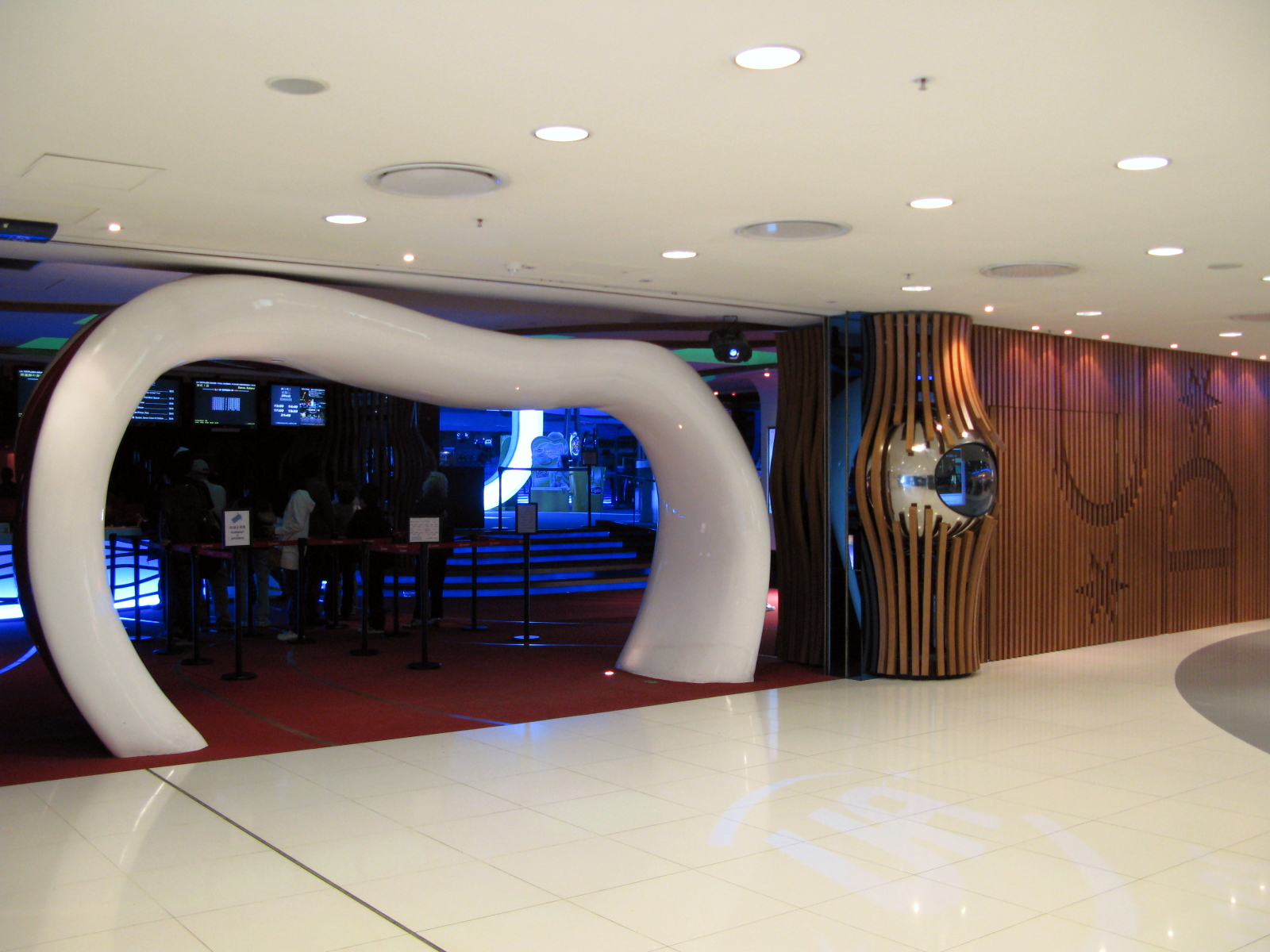
UA屯門市廣場（已結業）

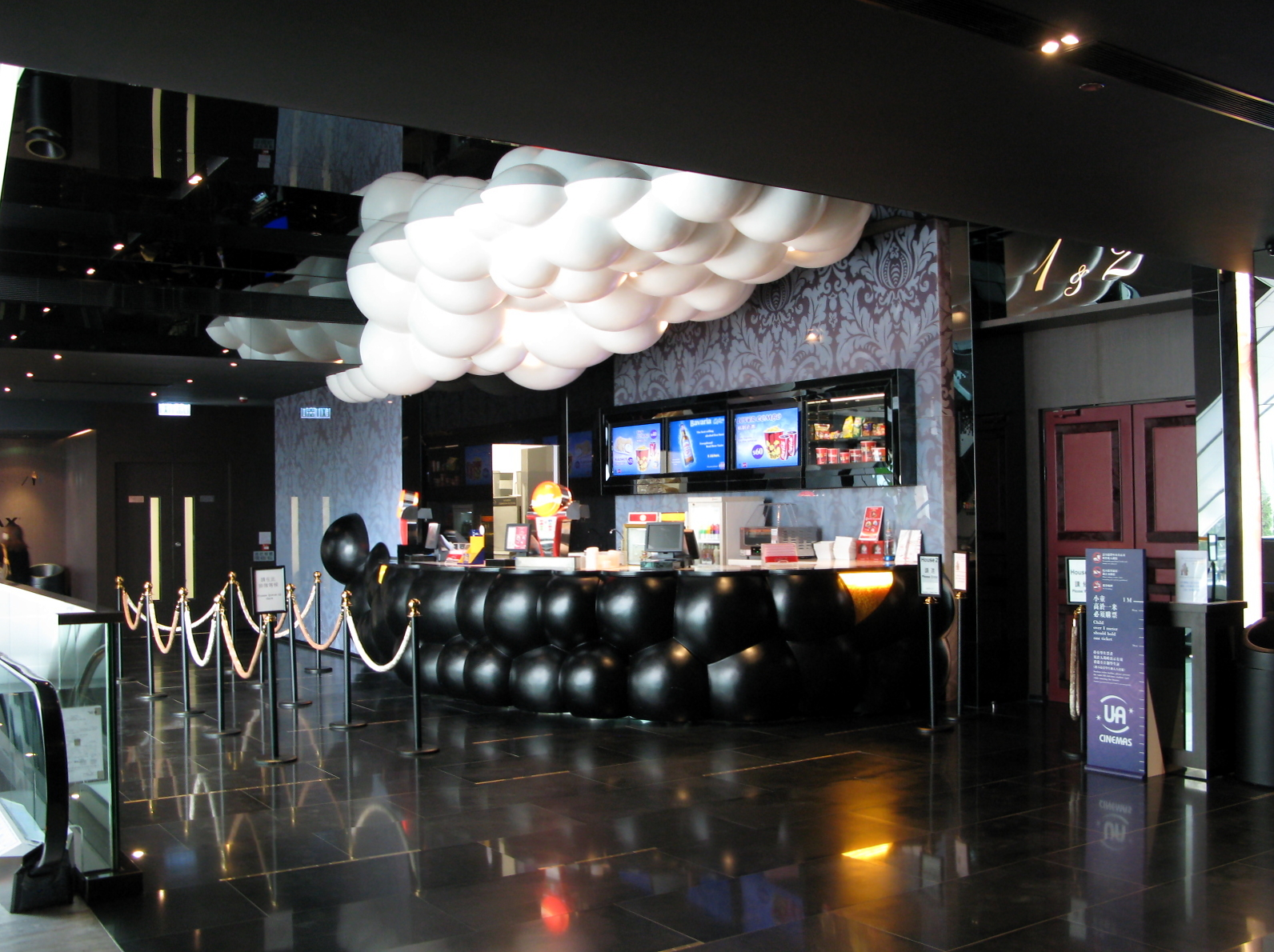
UA iSQUARE（已結業）

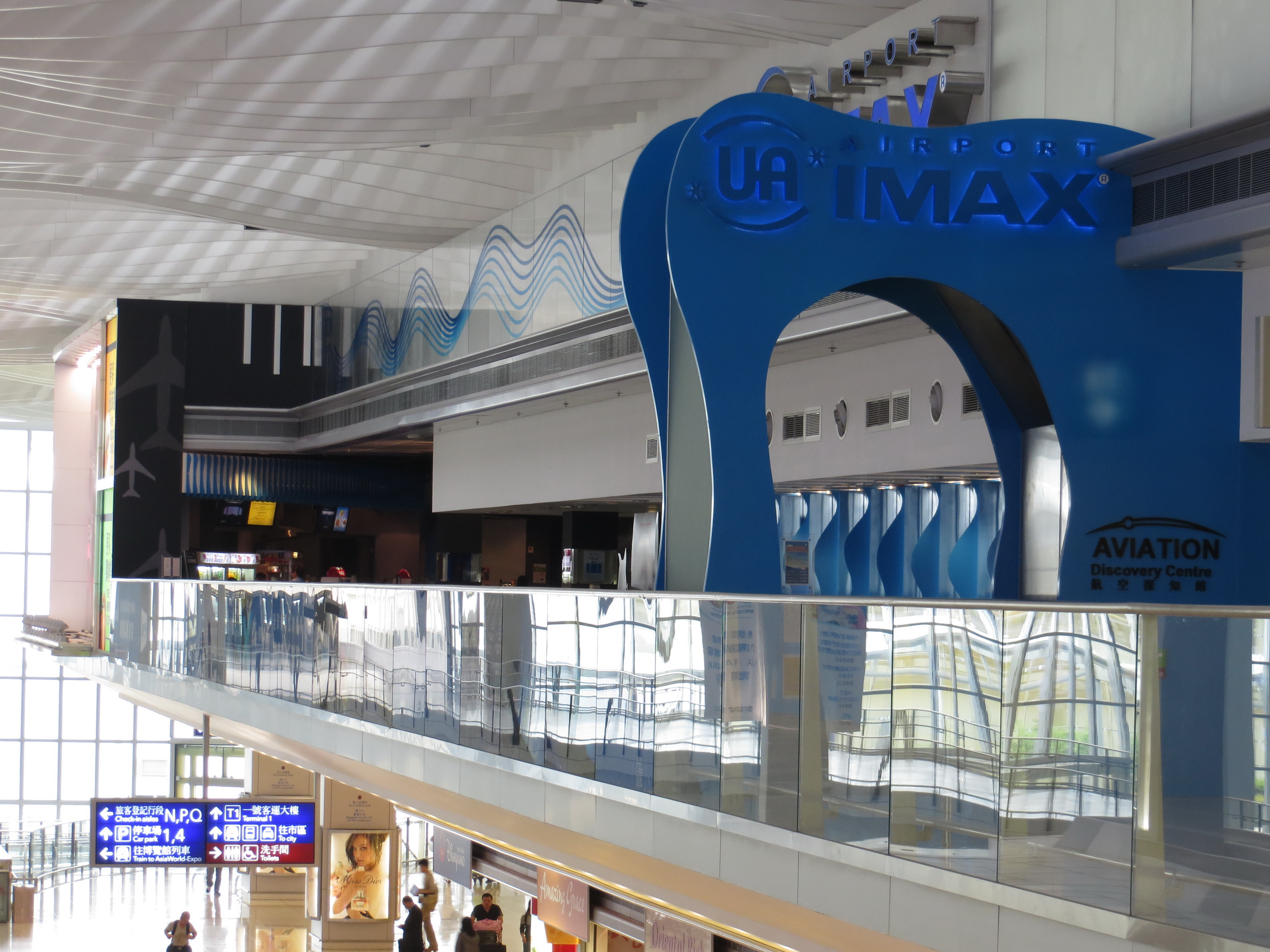
機場UA IMAX影院（已結業）

### 香港

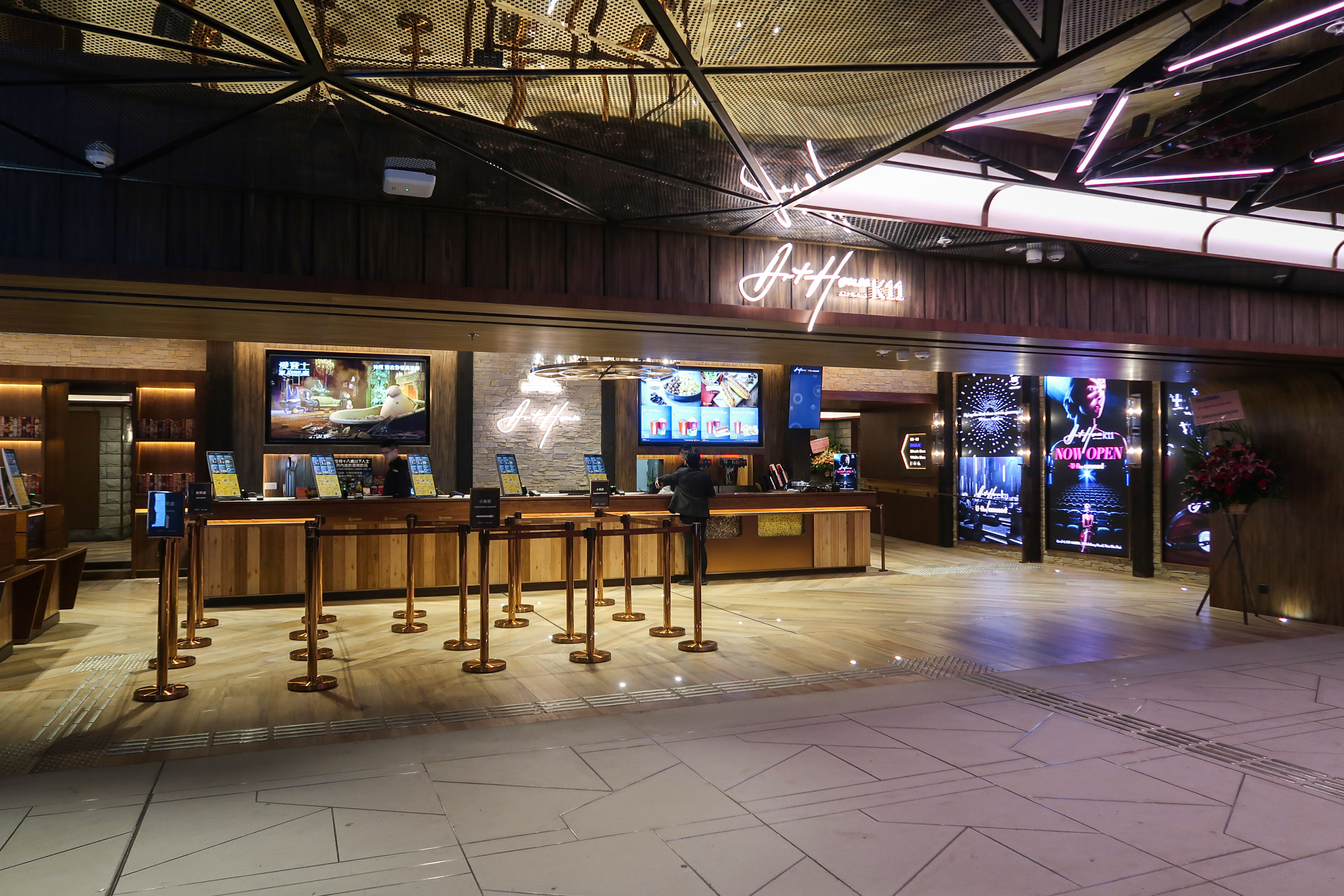
K11 Art House（由MCL接手）

- UA太古城中心

位於太古城中心，7間影院共1088個座位，包括2間豪華影院Director's Club。第一間引入可包場的戲院，另Director's Club影院亦作常規放映。
2017年2月20日結業，由百老匯院線接手，以MOVIE MOVIE品牌營運。
- UA金鐘

位於香港金鐘太古廣場一樓，於1989年3月22日開張營業，至2006年1月27日停業。UA金鐘戲院，與UA沙田及影藝戲院為香港最早的多銀幕迷你戲院。
戲院開幕時特別舉行「名片首映周」，一連7日，每日播放一套新片，包括《烈血暴潮》（Mississippi Burning）、《蘇莎嘉夫人》（Madam Sousatzka）、《真情之旅》（Shy People）、《天上人間》（Made In Heaven）、《迷離夜合花》、《艷遇》（Something Wild）和《偷月情》（The Two Moon Junction）。戲院具寬敞的大廳、豪華戲院與大堂，四個影室共1490個座位，主要播放外語電影。
戲院直至2006年1月27日停業。其後由AMC院線接手經營改名為AMC Pacific Place，將前身兩個影室分拆成六個影室共599個座位，其餘兩間影院交還太古廣場，於2006年12月9日開幕。
- UA黃埔

位於香港紅磡黃埔新天地，於1989年5月開張營業，在2000年之前，1院和2院位於「黃埔號」位置，不過後期只剩下黃埔廣場的4間影院維持播放。UA黃埔雖然採用多影廳格局設計，但每間影院的座位數目卻不少，當中最大的A院有570個座位，與尖沙咀的海運戲院相若。最小的D院也有451個座位，較現今一般迷你戲院內只設200多個座位至少大一倍。戲院至2009年10月7日停業，由嘉禾院線接手後進行翻新工程，包括更換所有座椅，並於同年12月重新開幕，其後於2015年9月再作長達近三個月的提升工程。
- UA屯門市廣場

位於屯門市廣場，4間影院共572個座位，於2018年3月10日結業，現已易手至橙天嘉禾為嘉禾旗下最新品牌「Stage」影院。為第一間在放映院及大堂引入主題設計的戲院，由Asiacity香港公司設計。主題有大堂的「別有洞天」、1號院的「水雲閣」、2號院的「魔幻森林」、3號院的「地獄變」及4號院的「紫醉金迷」。在租約到期後，該戲院轉由嘉禾營運，也是嘉禾繼從娛藝手上奪得黃埔戲院場地後，再度承接原娛藝戲院的位置。
- UA香港仔中心

開業時為當時南區唯一一間戲院，但因客量欠佳而結業。
- UA黃埔號

紅磡黃埔號，2間影院，後改為新城影院，亦已結業。
- UA九龍城

前身為九龍城戲院，於1996年2月19日改由UA經營，合共有800個座位，為當時九龍城唯一一間戲院。
- UA德福

因為同區的UA MegaBox開幕而結業，現為MCL德福戲院。
- UA寶聲

開業時為當時該集團首間及唯一一間開設在觀塘區戲院，於2002年9月結業。
- UA時代廣場

因為配合商場翻新工程而停業，遷往商場高層並改名CINE TIMES重開。
- UA朗豪坊

佔地4.3萬平方呎，開設1,200位（6院）的新戲院，是旺角朗豪坊首個租客，為全港最高票房的戲院，2013年超過1億港元票房，於2014年7月1日結業後，原址改為天馬娛樂旗下戲院Cinema City，直至2024年7月22日租約期滿結業，翌日起改由百老匯院線以「Gala Cinema」品牌營運。
- 皇室戲院

原址由百老匯院線營運，設有一間大型影院及一間PALACE豪華影院，改造後分拆成三間中型影廳由UA院線營運，並於2010年4月29日開幕，其後於2015年8月24日租約期滿，原址改由洲立院線營運。
- UA東薈城 （第一代）

位於東涌，4間影院共1142個座位，戲院引入運動場式座位排佈設計。2000年12月開業，因東薈城擴建工程需收回舖位，於2016年9月18日結業；其後遷到商場擴建部分六樓，於2019年9月26日重新開業，直至2021年3月8日全線結業為止。
- UA iSQUARE

位於尖沙咀iSQUARE，在2009年12月17日開業，設5間影院共979個座位，包括1間IMAX影院及1間豪華影院Phoenix。開業時為全港第二間IMAX商業放映的戲院和第一間引入數碼IMAX放映的戲院。戲院在2019年8月25日結業，由英皇戲院接手。
- 機場UA IMAX影院
  - 位於香港國際機場二號客運大樓翔天廊，設1間IMAX影院共350個座位
  - 原址由洲立院線營運，易手後改造為IMAX影院，並為全港第三間IMAX商業放映的戲院及第二間引入數碼IMAX放映的戲院，在2012年7月5日開幕，2019年8月14日，因機管局向法庭申請臨時禁制令，規定進入機場客運大樓的人士需要向保安出示護照、機票或登機證等文件。戲院宣佈即日起暫停營業，直至另行通知。到9月29日因香港國際機場三跑道系統二號客運大樓擴建工程而結業。
- UA沙田
  - 前稱UA6，位於新城市廣場，為第一間UA開設的戲院，共有6間影廳，是亞洲首間以美國模式營運的多影院組合電影院，1997年戲院翻新，擴充地庫至10間影廳。到2006年11月因戲院大樓重建，只保留地庫4間影廳，到2008年因工程而縮減至2間影院共453個座位。
- UA沙田 （已擱置）
  - 原址位於新城市廣場，為第一間UA開設的戲院，共有6間影廳，2006年11月因戲院大樓重建，只保留地庫4間影廳，到2008年因工程而縮減至2間影院共453個座位，新大樓於2014年拆卸。2017年重建時商場新戲院大樓決定以招標決定新戲院大樓經營者，最後由MCL院線經營，戲院逐於2018年6月6日結業。

### 重庆
- 环艺电影城

位於大都会广场，1998年11月18日开业。2003年全年票房占到重庆票房的35%，是当时全渝最高票房的戲院。受场地续租无果和发展失误等原因，戲院於2016年6月1日结业。

### 武汉
- UA 新民众乐园

该影城曾为UA中國内地首間分店，1997年8月7日開幕，旧称环艺电影城。2007年设立华中地区第一家IMAX影厅，2017年重装开业并更名为UA，设有8间影厅。《阿凡达》上映期间，以39万元创下全国戏院单日票房最高纪录。2021年7月，由于武汉新民众乐园商场开始进行整体改造并停止对外营业，UA新民众乐园电影城暂停营业，截至2022年初仍未完成的退款业务则交由武汉博纳国际影城进行办理。

### 成都
- UA IFS（后更名为博纳UA国际金融中心影城）

该影城于2014年開幕，设有8间影厅、1184个座位，包括1間IMAX影廳，2023年7月10日因租约到期结业，原址由英皇院线接手。

### 广州
- UA 领展（后更名为博纳UA领展购物广场电影城）

该影城于2012年開幕，设有6個影廳。

### 已轉手

#### 香港
- K11 Art House

位於尖沙咀K11 MUSEA4樓，於2019年8月26日正式開幕。戲院以「瑞士山屋大宅」為設計風格，內設12間影廳，合共提供1,708個座位。當中包括全港首間IMAX Laser影院、設有26個獨立梳化座位的VIP貴賓級電影院「Blackbox」和多功能表演藝術影院「Whitebox」。小賣部更設「Sake 吧」，提供日本酒與佐酒小食。亞洲首個「Festival de Cannes Film Week」（康城電影周）於2019年11月於該戲院舉行。不過到2021年2月28日結業，同年3月7日改由洲立影藝開始接手營運，為所有UA院線中營運期最短的戲院。

#### 澳門
- UA銀河影院 （已更名）

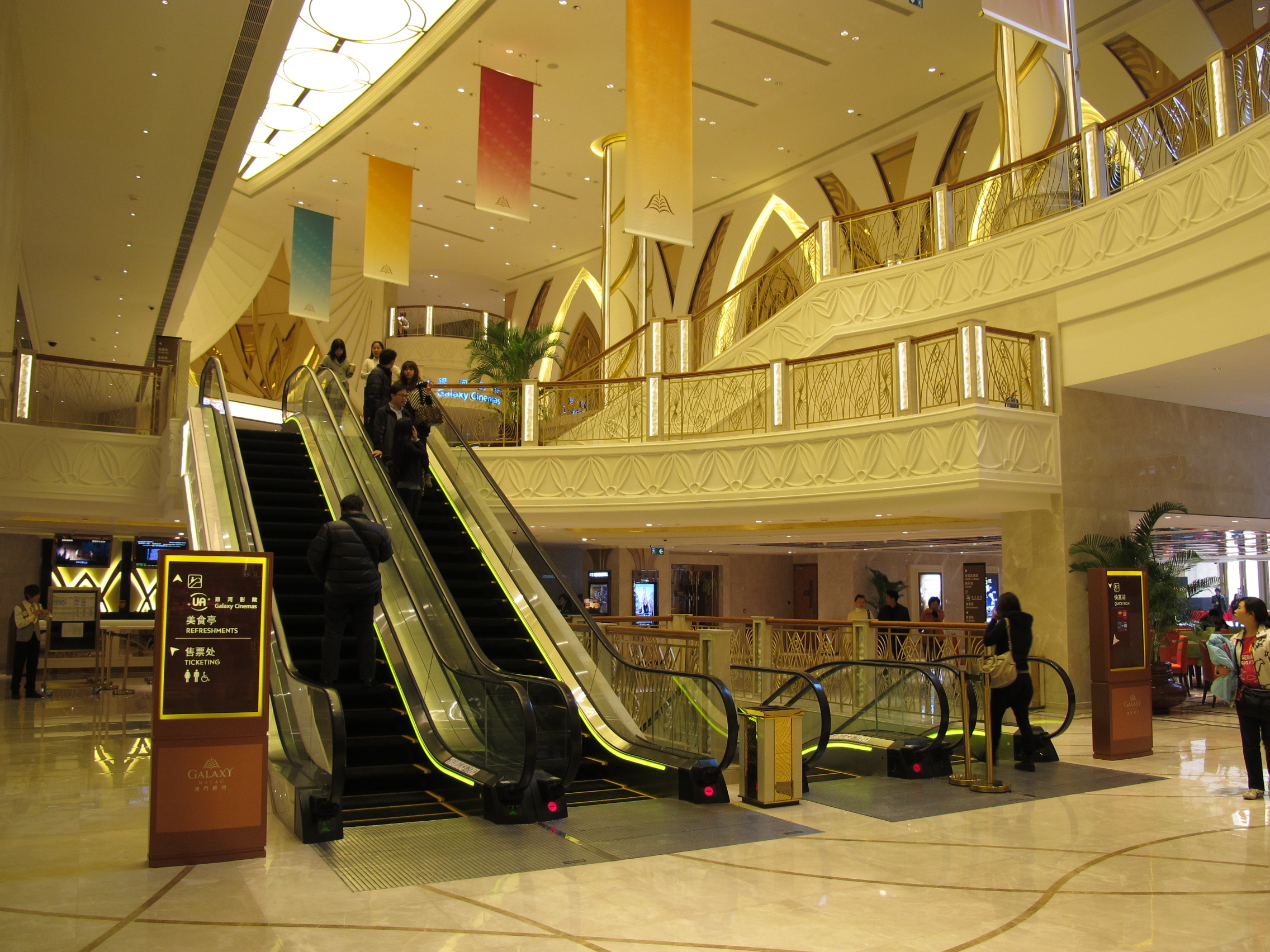
UA銀河影院 (已更名)

  - 位於澳門銀河，10間影院，包括1間大劇院，5間貴賓影院以及4間標準影院
  - 曾為集團首間開設於澳門的戲院。
  - 雖然名為「UA銀河戲院」，但實際該戲院歸澳門銀河管理，UA只是冠名。但在2021年4月14日晚上，「UA銀河戲院」於社交專頁上正式正名為「銀河戲院 Galaxy Cinema」。

## 批評
UA院線發言人承認，全線戲院於2016年1月4日實施新票價政策，因營運成本上漲，例如租金、片租、人力資源、日常營運開支等，因此相應調整票價。

## 不合理及不合法解僱員工事件
1999年2月，4名有工會背景的UA院線員工被解僱，之後控告資方。到同年4月，勞資審裁處裁定他們是被資方不合理及不合法解僱，是香港首宗歧視工會案例，要賠償給他們4人合共27萬4千元，後來資方提出司法覆核。

## 意外
- 2017年2月20日下午4時許，UA沙田戲院天花一塊石屎突然剝落，擊中一名21歲內地女觀眾，警方接報後封鎖現場調查。戲院暫停開放2日。[41]

## UA Loyalty Club
| 類別                                    | 免費會員                           | 普通會員                                                 | 星級會員                                                 | ArtHouse                                                                 | AIA Vitality會籍                                                               |
| --------------------------------------- | ---------------------------------- | -------------------------------------------------------- | -------------------------------------------------------- | ------------------------------------------------------------------------ | ------------------------------------------------------------------------------ |
| 入會收費                                | 免費                               | HK$120                                                   | －                                                       | HK$280                                                                   | $0（AIA保險客戶需付$300 AIA Vitality會費，包一年AIA Loyalty Club普通會員會藉） |
| 續會收費／條件                          | 免費                               | HK$100                                                   | 需儲滿3,200粒「星級爆谷」                                | HK$240／ 儲滿3,200粒「星級爆谷」                                         | $0（與AIA Vitality會藉一同續會）                                               |
| 升級為星級會員條件                      | 必須為普通會員，方可升級為星級會員 | 需儲滿4000粒「星級爆谷」                                 | －                                                       | 儲滿4000粒「星級爆谷」                                                   | 儲滿4000粒「星級爆谷」（不可轉為ArtHouse會藉）                                 |
| 全年戲票折扣優惠                        | －                                 | 9折                                                      | 8折（3D電影85折）                                        | UA 院線 9折 （星級會員8折／85折）                                        | 9折                                                                            |
| 全年小食折扣優惠                        | －                                 | 8折                                                      | 8折                                                      | 8折                                                                      | 8折                                                                            |
| 入會／續會1200獎賞積分                  | －                                 | 適用                                                     | 適用                                                     | 適用                                                                     | 無需另外支付續會費用即可享有                                                   |
| 戲票及小食優惠券                        | －                                 | 適用                                                     | 適用                                                     | 適用                                                                     | 適用                                                                           |
| 生日優惠：生日戲票及小食6折優惠         | －                                 | 適用                                                     | 適用                                                     | 適用                                                                     | 適用                                                                           |
| 每月「會員感謝日」雙倍積分及小食5折優惠 | －                                 | 適用                                                     | 適用                                                     | 適用                                                                     | 適用                                                                           |
| 免費繪會                                | －                                 | －                                                       | 1年                                                      | －                                                                       | 當Vitality會藉乃然生效，自動免費續會                                           |
| 優先購票專櫃                            | －                                 | －                                                       | 適用                                                     | 適用                                                                     | －                                                                             |
| 戲票買1送1優惠券                        | －                                 | －                                                       | 2張                                                      | 1x BlackHouse 1x ArtHouse                                                | －                                                                             |
| 免費細爆谷贈券                          | －                                 | －                                                       | 2張                                                      | －                                                                       | －                                                                             |
| 免費升級汽水／爆谷優惠券                | －                                 | －                                                       | 每月1張                                                  | －                                                                       | －                                                                             |
| 電影禮品／會員活動                      | －                                 | 適用                                                     | 適用                                                     | 適用                                                                     | 適用                                                                           |
| 獎賞積分兑換戲票                        | －                                 | 適用                                                     | 適用                                                     | 適用                                                                     | 適用（AIA Vitality中，可每月儲步數換取免費2D戲飛，每月最多2張）                |
| 積分換2D票院線                          | －                                 | Megabox、青衣城、淘大 750分 Cine Moko、Cine Times 1000分 | Megabox、青衣城、淘大 750分 Cine Moko、Cine Times 1000分 | Megabox、青衣城、淘大 750分 Cine Moko、Cine Times 1000分 ArtHouse 1500分 | Megabox、青衣城、淘大 750分 Cine Moko、Cine Times 1000分                       |
| 參加會員推薦計劃                        | －                                 | 適用                                                     | 適用                                                     | 適用                                                                     | 適用                                                                           |
| 參加會員升級計劃（儲「升級爆谷」）      | －                                 | 適用                                                     | 適用                                                     | 適用                                                                     | 適用                                                                           |
| 電子通訊                                | 適用                               | 適用                                                     | 適用                                                     | 適用                                                                     | 適用                                                                           |
| 網站及UA App收件箱                      | 適用                               | 適用                                                     | 適用                                                     | 適用                                                                     | 適用                                                                           |
| 購票提示                                | 適用                               | 適用                                                     | 適用                                                     | 適用                                                                     | 適用                                                                           |
| ArtHouse 小食會員通道                   | －                                 | －                                                       | －                                                       | 適用                                                                     | －                                                                             |
| ArtHouse 電子印花                       | －                                 | －                                                       | －                                                       | 12印花 = 2D戲票                                                          | －                                                                             |
| ArtHouse IMAX HK$20                     | －                                 | －                                                       | －                                                       | 適用                                                                     | －                                                                             |

## 外部連結
- UA Cinemas香港（页面存档备份，存于）
- UA Cinemas中國（页面存档备份，存于）
- UA IMAX
- Cityline（页面存档备份，存于）
- 立基控股有限公司（页面存档备份，存于）